# Hasina
Hasina är ett vattendrag i Tjeckien. Det ligger i den nordvästra delen av landet, 60 km nordväst om huvudstaden Prag.